# Copa do Mundo de Rugby Feminino de 1998
A Copa do Mundo de Rugby Feminino de 1998 foi a primeira edição oficial da competição, organizada diretamente pela IRB, e a terceira depois dos torneios de 1991 e 1994, não reconhecidos.
Os jogos foram realizados todos Amesterdão (Holanda), que já está há quatro anos ele teria de organizar a competição.
A competição contou com a participação de 16 equipes e foi realizada do 1 a 16 de maio de 1998.
O torneio foi vencido pela primeira vez da Nova Zelândia.

## Equipes
| Grupo A                                        | Grupo B                                             | Grupo C                                       | Grupo D                                      |
| ---------------------------------------------- | --------------------------------------------------- | --------------------------------------------- | -------------------------------------------- |
| - Canadá - Inglaterra - Países Baixos - Suécia | - Espanha - Rússia - Estados Unidos - País de Gales | - Alemanha - Itália - Nova Zelândia - Escócia | - Austrália - França - Cazaquistão - Irlanda |

## 1 Fase

### Grupo A
| 1 de Maio de 1998 | Países Baixos | 7 – 16 | Canadá | Amesterdão |  |
|                   |               |        |        |            |  |

| 2 de Maio de 1998 | Inglaterra | 75 – 0 | Suécia | Amesterdão |  |
|                   |            |        |        |            |  |

| 5 de Maio de 1998 | Canadá | 6 – 72 | Inglaterra | Amesterdão |  |
|                   |        |        |            |            |  |

| 5 de Maio de 1998 | Países Baixos | 44 – 0 | Suécia | Amesterdão |  |
|                   |               |        |        |            |  |

#### Classificação
| Seleção       | Vitórias | Empates | Derrotas | Pontos a favor | Pontos contra | Pontos +/- | Pontos |
| ------------- | -------- | ------- | -------- | -------------- | ------------- | ---------- | ------ |
| Inglaterra    | 2        | 0       | 0        | 147            | 6             | +141       | 4      |
| Canadá        | 1        | 0       | 1        | 22             | 79            | -57        | 2 +    |
| Países Baixos | 1        | 0       | 1        | 51             | 16            | +35        | 2      |
| Suécia        | 0        | 0       | 2        | 0              | 119           | -119       | 0      |

Pontuação: Vitória = 2, Empate = 1, Derrota = 0 , + critério de confronto direto.

### Grupo B
| 2 de Maio de 1998 | Espanha | 28 – 18 | País de Gales | Amesterdão |  |
|                   |         |         |               |            |  |

| 2 de Maio de 1998 | Rússia | 0 – 84 | Estados Unidos | Amesterdão |  |
|                   |        |        |                |            |  |

| 5 de Maio de 1998 | Espanha | 16 – 38 | Estados Unidos | Amesterdão |  |
|                   |         |         |                |            |  |

| 5 de Maio de 1998 | Rússia | 7 – 83 | País de Gales | Amesterdão |  |
|                   |        |        |               |            |  |

#### Classificação
| Seleção        | Vitórias | Empates | Derrotas | Pontos a favor | Pontos contra | Pontos +/- | Pontos |
| -------------- | -------- | ------- | -------- | -------------- | ------------- | ---------- | ------ |
| Estados Unidos | 2        | 0       | 0        | 122            | 16            | +106       | 4      |
| Espanha        | 1        | 0       | 1        | 44             | 56            | -12        | 2 +    |
| País de Gales  | 1        | 0       | 1        | 101            | 35            | +66        | 2      |
| Rússia         | 0        | 0       | 2        | 7              | 167           | -160       | 0      |

Pontuação: Vitória = 2, Empate = 1, Derrota = 0, + critério de confronto direto.

### Grupo C
| 2 de Maio de 1998 | Alemanha | 6 – 134 | Nova Zelândia | Amesterdão |  |
|                   |          |         |               |            |  |

| 2 de Maio de 1998 | Itália | 8 – 37 | Escócia | Amesterdão |  |
|                   |        |        |         |            |  |

| 5 de Maio de 1998 | Nova Zelândia | 76 – 0 | Escócia | Amesterdão |  |
|                   |               |        |         |            |  |

| 5 de Maio de 1998 | Alemanha | 5 – 34 | Itália | Amesterdão |  |
|                   |          |        |        |            |  |

#### Classificação
| Seleção       | Vitórias | Empates | Derrotas | Pontos a favor | Pontos contra | Pontos +/- | Pontos |
| ------------- | -------- | ------- | -------- | -------------- | ------------- | ---------- | ------ |
| Nova Zelândia | 2        | 0       | 0        | 210            | 6             | +204       | 4      |
| Escócia       | 1        | 0       | 1        | 37             | 84            | -47        | 2 +    |
| Itália        | 1        | 0       | 1        | 42             | 42            | 0          | 2      |
| Alemanha      | 0        | 0       | 2        | 11             | 168           | -157       | 0      |

Pontuação: Vitória = 2, Empate = 1, Derrota = 0, + critério de confronto direto. 

### Grupo D
| 2 de Maio de 1998 | França | 23 – 6 | Cazaquistão | Amesterdão |  |
|                   |        |        |             |            |  |

| 2 de Maio de 1998 | Austrália | 21 – 0 | Irlanda | Amesterdão |  |
|                   |           |        |         |            |  |

| 5 de Maio de 1998 | Austrália | 8 – 10 | França | Amesterdão |  |
|                   |           |        |        |            |  |

| 5 de Maio de 1998 | Irlanda | 6 – 12 | Cazaquistão | Amesterdão |  |
|                   |         |        |             |            |  |

#### Classificação
| Seleção     | Vitórias | Empates | Derrotas | Pontos a favor | Pontos contra | Pontos +/- | Pontos |
| ----------- | -------- | ------- | -------- | -------------- | ------------- | ---------- | ------ |
| França      | 2        | 0       | 0        | 33             | 14            | +19        | 4      |
| Austrália   | 1        | 0       | 1        | 29             | 10            | +19        | 2      |
| Cazaquistão | 1        | 0       | 1        | 18             | 29            | -11        | 2      |
| Irlanda     | 0        | 0       | 2        | 6              | 33            | -27        | 0      |

Pontuação: Vitória = 2, Empate = 1, Derrota = 0, + critério de confronto direto. 

## Fase Final
|  | Quartas 9/16 lugar             | Quartas 9/16 lugar              |                                 |        | Semifinais 9/12 lugar | Semifinais 9/12 lugar |  |  | Disputa 9° lugar                | Disputa 9° lugar |
|  |                                |                                 |                                 |        |                       |                       |  |  |                                 |                  |
|  | 9 de maio de 1998 - Amesterdão |                                 |                                 |        |                       |                       |  |  |                                 |                  |
|  |                                |                                 |                                 |        |                       |                       |  |  |                                 |                  |
|  | Cazaquistão                    | 47                              |                                 |        |                       |                       |  |  |                                 |                  |
|  | Cazaquistão                    | 47                              | 12 de maio de 1998 - Amesterdão |        |                       |                       |  |  |                                 |                  |
|  | Suécia                         | 5                               |                                 |        |                       |                       |  |  |                                 |                  |
|  | Suécia                         | 5                               | Cazaquistão                     | 18     |                       |                       |  |  |                                 |                  |
|  | 9 de maio de 1998 - Amesterdão |                                 | Cazaquistão                     | 18     |                       |                       |  |  |                                 |                  |
|  |                                | País de Gales                   | 13                              |        |                       |                       |  |  |                                 |                  |
|  | País de Gales                  | País de Gales                   | 13                              | 55     |                       |                       |  |  |                                 |                  |
|  | País de Gales                  |                                 | 15 de maio de 1998 - Amesterdão | 55     |                       |                       |  |  |                                 |                  |
|  | Alemanha                       | 12                              |                                 |        |                       |                       |  |  |                                 |                  |
|  | Alemanha                       | 12                              | Cazaquistão                     | 26     |                       |                       |  |  |                                 |                  |
|  | 9 de maio de 1998 - Amesterdão |                                 | Cazaquistão                     | 26     |                       |                       |  |  |                                 |                  |
|  |                                | Irlanda                         | 10                              |        |                       |                       |  |  |                                 |                  |
|  | Itália                         | Irlanda                         | 10                              | 51     |                       |                       |  |  |                                 |                  |
|  | Itália                         | 12 de maio de 1998 - Amesterdão |                                 | 51     |                       |                       |  |  |                                 |                  |
|  | Rússia                         | 7                               |                                 |        |                       |                       |  |  |                                 |                  |
|  | Rússia                         | 7                               | Itália                          | 5      | Disputa 11° lugar     | Disputa 11° lugar     |  |  |                                 |                  |
|  | 9 de maio de 1998 - Amesterdão |                                 | Itália                          | 5      | Disputa 11° lugar     | Disputa 11° lugar     |  |  |                                 |                  |
|  |                                | Irlanda                         | 20                              |        |                       |                       |  |  |                                 |                  |
|  | Países Baixos                  | Irlanda                         | 20                              | 18     | País de Gales         | 12                    |  |  |                                 |                  |
|  | Países Baixos                  |                                 |                                 | 18     | País de Gales         | 12                    |  |  |                                 |                  |
|  | Irlanda                        | 21                              |                                 | Itália | 10                    |                       |  |  |                                 |                  |
|  | Irlanda                        | 21                              |                                 |        | 10                    |                       |  |  |                                 |                  |
|  |                                |                                 |                                 |        |                       |                       |  |  | 15 de maio de 1998 - Amesterdão |                  |
|  |                                |                                 |                                 |        |                       |                       |  |  |                                 |                  |

|  | Semifinais 13/16 lugar          | Semifinais 13/16 lugar          |    |                                 | Disputa do 13º lugar            | Disputa do 13º lugar |  |
|  |                                 |                                 |    |                                 |                                 |                      |  |
|  | 12 de maio de 1998 - Amesterdão |                                 |    |                                 |                                 |                      |  |
|  | Suécia                          | 18                              |    |                                 |                                 |                      |  |
|  | Alemanha                        | 20                              |    |                                 |                                 |                      |  |
|  |                                 |                                 |    |                                 |                                 |                      |  |
|  |                                 |                                 |    |                                 | 15 de maio de 1998 - Amesterdão |                      |  |
|  |                                 |                                 |    |                                 | Alemanha                        | 3                    |  |
|  |                                 | Países Baixos                   | 67 |                                 |                                 |                      |  |
|  |                                 |                                 |    |                                 |                                 |                      |  |
|  |                                 |                                 |    |                                 |                                 |                      |  |
|  |                                 |                                 |    |                                 | Disputa do 15º lugar            |                      |  |
|  | 12 de maio de 1998 - Amesterdão | 12 de maio de 1998 - Amesterdão |    | 15 de maio de 1998 - Amesterdão | 15 de maio de 1998 - Amesterdão |                      |  |
|  | Rússia                          | 0                               |    | Suécia                          | 23                              |                      |  |
|  | Países Baixos                   | 61                              |    |                                 | Rússia                          | 3                    |  |

|  | Quartas de final               | Quartas de final                |                                 |        | Semifinais     | Semifinais     |  |  | Final                           | Final |
|  |                                |                                 |                                 |        |                |                |  |  |                                 |       |
|  | 9 de maio de 1998 - Amesterdão |                                 |                                 |        |                |                |  |  |                                 |       |
|  |                                |                                 |                                 |        |                |                |  |  |                                 |       |
|  | Nova Zelândia                  | 46                              |                                 |        |                |                |  |  |                                 |       |
|  | Nova Zelândia                  | 46                              | 12 de maio de 1998 - Amesterdão |        |                |                |  |  |                                 |       |
|  | Espanha                        | 3                               |                                 |        |                |                |  |  |                                 |       |
|  | Espanha                        | 3                               | Nova Zelândia                   | 44     |                |                |  |  |                                 |       |
|  | 9 de maio de 1998 - Amesterdão |                                 | Nova Zelândia                   | 44     |                |                |  |  |                                 |       |
|  |                                | Inglaterra                      | 11                              |        |                |                |  |  |                                 |       |
|  | Inglaterra                     | Inglaterra                      | 11                              | 30     |                |                |  |  |                                 |       |
|  | Inglaterra                     |                                 | 16 de maio de 1998 - Amesterdão | 30     |                |                |  |  |                                 |       |
|  | Austrália                      | 13                              |                                 |        |                |                |  |  |                                 |       |
|  | Austrália                      | 13                              | Nova Zelândia                   | 44     |                |                |  |  |                                 |       |
|  | 9 de maio de 1998 - Amesterdão |                                 | Nova Zelândia                   | 44     |                |                |  |  |                                 |       |
|  |                                | Estados Unidos                  | 12                              |        |                |                |  |  |                                 |       |
|  | Estados Unidos                 | Estados Unidos                  | 12                              | 25     |                |                |  |  |                                 |       |
|  | Estados Unidos                 | 12 de maio de 1998 - Amesterdão |                                 | 25     |                |                |  |  |                                 |       |
|  | Escócia                        | 10                              |                                 |        |                |                |  |  |                                 |       |
|  | Escócia                        | 10                              | Estados Unidos                  | 46     | Terceiro lugar | Terceiro lugar |  |  |                                 |       |
|  | 9 de maio de 1998 - Amesterdão |                                 | Estados Unidos                  | 46     | Terceiro lugar | Terceiro lugar |  |  |                                 |       |
|  |                                | Canadá                          | 6                               |        |                |                |  |  |                                 |       |
|  | Canadá                         | Canadá                          | 6                               | 9      | Inglaterra     | 31             |  |  |                                 |       |
|  | Canadá                         |                                 |                                 | 9      | Inglaterra     | 31             |  |  |                                 |       |
|  | França                         | 7                               |                                 | Canadá | 15             |                |  |  |                                 |       |
|  | França                         | 7                               |                                 |        | 15             |                |  |  |                                 |       |
|  |                                |                                 |                                 |        |                |                |  |  | 16 de maio de 1998 - Amesterdão |       |
|  |                                |                                 |                                 |        |                |                |  |  |                                 |       |

|  | Semifinais 5/8 lugar            | Semifinais 5/8 lugar            |    |                                 | Disputa do 5º lugar             | Disputa do 5º lugar |  |
|  |                                 |                                 |    |                                 |                                 |                     |  |
|  | 12 de maio de 1998 - Amesterdão |                                 |    |                                 |                                 |                     |  |
|  | Espanha                         | 15                              |    |                                 |                                 |                     |  |
|  | Austrália                       | 17                              |    |                                 |                                 |                     |  |
|  |                                 |                                 |    |                                 |                                 |                     |  |
|  |                                 |                                 |    |                                 | 16 de maio de 1998 - Amesterdão |                     |  |
|  |                                 |                                 |    |                                 | Austrália                       | 25                  |  |
|  |                                 | Escócia                         | 15 |                                 |                                 |                     |  |
|  |                                 |                                 |    |                                 |                                 |                     |  |
|  |                                 |                                 |    |                                 |                                 |                     |  |
|  |                                 |                                 |    |                                 | Disputa do 7º lugar             |                     |  |
|  | 12 de maio de 1998 - Amesterdão | 12 de maio de 1998 - Amesterdão |    | 16 de maio de 1998 - Amesterdão | 16 de maio de 1998 - Amesterdão |                     |  |
|  | Escócia                         | 27                              |    | Espanha                         | 22                              |                     |  |
|  | França                          | 7                               |    |                                 | França                          | 9                   |  |

## Campeãs
| Copa do Mundo de Rugby Feminino de 1998 |
| --------------------------------------- |
| Nova Zelândia Campeãs (1º título)       |